# Platycheirus
Platycheirus is een vliegengeslacht uit de familie van de zweefvliegen (Syrphidae).

## Soorten
- P. abruzzensis van der Goot, 1969
- P. aeratus Coquillett, 1900
- P. albimanus

Micaplatvoetje (Fabricius, 1781)
- P. ambiguus

Krulhaarplatvoetje (Fallen, 1817)
- P. amplus Curran, 1927
- P. angustata (Zetterstedt, 1843)
- P. angustatus

Slank platvoetje (Zetterstedt, 1843)
- P. angustipes Goeldlin, 1974
- P. atra (Curran, 1925)
- P. aurolateralis

Duister schaduwplatvoetje Stubbs, 2002
- P. carinata (Curran, 1927)
- P. carinatus Curran, 1927
- P. ciliatus Bigot, 1884
- P. cintoensis van der Goot, 1961
- P. clypeatus

Gewoon platvoetje (Meigen, 1822)
- P. coerulescens (Williston, 1887)
- P. complicatus (Becker, 1889)
- P. concinnum (Snow, 1895)
- P. confusum (Curran, 1925)
- P. coracinus Vockeroth, 1990
- P. chilosia (Curran, 1922)
- P. discimanus

Wilgenplatvoetje Loew, 1871
- P. europaeus

Zorroplatvoetje Goeldlin, Maibach & Speight, 1990
- P. fasciculatus (Loew, 1856)
- P. femineus Curran, 1931
- P. flabella Hull, 1944
- P. fulviventris

Geel platvoetje (Macquart, 1829)
- P. granditarsa (Forster, 1771)
- P. granditarsus (Forster, 1771)
- P. groenlandicus Curran, 1927
- P. hesperius (Vockeroth, 1990)
- P. hispidipes Vockeroth, 1990
- P. holarcticus Vockeroth, 1990
- P. hyperboreus (Staeger, 1845)
- P. immaculatus Ohara, 1980
- P. immarginata (Zetterstedt, 1849)
- P. immarginatus

Kustplatvoetje (Zetterstedt, 1849)
- P. inversus Ide, 1926
- P. islandicus (Ringdahl, 1930)
- P. jaerensis Nielsen, 1971
- P. kelloggi (Snow, 1895)
- P. kittilaensis Dusek & Laska, 1982
- P. laskai Nielsen, 1999
- P. lata (Curran, 1922)
- P. latimanus (Wahlberg, 1845)
- P. latitarsis Vockeroth, 1990
- P. lundbecki (Collin, 1931)
- P. luteipennis (Curran, 1925)
- P. manicatus

Snuitplatvoetje (Meigen, 1822)
- P. melanopsis Loew, 1856
- P. modestus Ide, 1926
- P. monticola (Jones, 1917)
- P. muelleri Marcuzzi, 1941
- P. naso (Walker, 1849)
- P. nearcticus Vockeroth, 1990
- P. nielseni Vockeroth, 1990
- P. nigrofemoratus Kanervo, 1934
- P. nodosus Curran, 1923
- P. normae Fluke, 1939

- P. obscurus (Say, 1824)
- P. occidentalis Curran, 1927
- P. occultus

Veenplatvoetje Goeldlin, Maibach & Speight, 1990
- P. octavus Vockeroth, 1990
- P. orarius Vockeroth, 1990
- P. oreadis Vockeroth, 1990
- P. pacilus (Walker, 1852)
- P. parmatus

Limburgs platvoetje Rondani, 1857
- P. peltatoides Curran, 1923
- P. peltatus

Scheefvlek-platvoetje (Meigen, 1822)
- P. perpallidus

Snavelzeggeplatvoetje Verrall, 1901
- P. pilatus Vockeroth, 1990
- P. podagrata (Zetterstedt, 1838)
- P. podagratus (Zetterstedt, 1838)
- P. protrusus Vockeroth, 1990
- P. pullatus Vockeroth, 1990
- P. quadrata (Say, 1823)
- P. ramsarensis Goeldlin, Maibach & Speight, 1990
- P. rosarum (Fabricius, 1787)
- P. rufigaster Vockeroth, 1990
- P. rufimaculatus Vockeroth, 1990
- P. russatus Vockeroth, 1990
- P. sabulicola Vockeroth, 1990
- P. scamboides Curran, 1927
- P. scambus

Moerasplatvoetje (Staeger, 1843)
- P. scutatus

Gewoon schaduwplatvoetje (Meigen, 1822)
- P. setipes Vockeroth, 1990
- P. setitarsis Vockeroth, 1990
- P. speighti Doczkal, Stuke & Goeldlin, 2002
- P. spinipes Vockeroth, 1990
- P. splendidus

Iepenschaduwplatvoetje Rotheray, 1998
- P. squamulae (Curran, 1922)
- P. stegnoides Vockeroth, 1990
- P. stegnus (Say, 1829)
- P. sticticus

Woudplatvoetje (Meigen, 1822)
- P. striatus Vockeroth, 1990
- P. subordinatus Becker, 1915
- P. tarsalis

Bergplatvoetje (Schummel, 1836)
- P. tatricus Dusek & Laska, 1982
- P. tenebrosus Coquillett, 1900
- P. thompsoni Vockeroth, 1990
- P. thylax Hull, 1944
- P. transfugus (Zetterstedt, 1838)
- P. trichopus (Thomson, 1869)
- P. urakawensis (Matsumura, 1919)
- P. varipes Curran, 1923
- P. willistoni (Sedman, 1965)
- P. woodi Vockeroth, 1990
- P. yukonensis Vockeroth, 1990